# Trident
Trident (tal. Trento, lokalni dijalekti Trènt, njem. Trient) je talijanski grad smješten u dolini rijeke Adige u regiji Trentino-Južni Tirol i glavni grad je pokrajine Trentina. U 16. stoljeću grad je bio središte Tridentskog sabora.

## Zemljopisne odlike
Trident je od Rima udaljen 600 km sjeverno, a od Bolzana 60 km južno. Smješten je u južnom dijelu Dolomita, u dolini rijeke Adige, okružen planinama sa zapada i istoka. Oko 25 km južnije nalazi se jezero Garda.
Klima u Tridentu je kontinentalna s oštrijim zimama i svježijim ljetima nego u južnim dijelovima Italije.

## Povijest
Područje Tridenta je bilo naseljeno još u prapovijesti i vjeruje se da je današnje naselje osnovano u 4. tisućljećju pr. Kr. U 1. stoljeću su ga osvojili Rimljani, nazvavši ga Tridentum, što znači "Tri brda".
Početkom srednjeg vijeka, zbog strateškog položaja, Trident je privukao mnoge vladare (Gote, Vizigote, Langobrarde, Bizantince), nakon čega grad pada pod utjecaj bavarskih vladara. To je područje tada bilo važno rudarsko središte i brojni su se okolni moćnici borili za prevlast nad gradom. Naposljetku su mjesni biskupi postupno preuzeli i svjetovnu vlast nad gradom i okolicom.
Od 1545. – 63. održao se Tridentski sabor kojim je određena borba Rimokatoličke crkve protiv protestantske reformacije.
Kada je Napoleon 1802. godine ukinuo crkvenu vlast nad gradom započinje vrijeme naglih povijesnih promjena za regiju Padovu. Tijekom Napoleonskih ratova Trident je bio dijelom njegove Kraljevine Italije, da bi potom ponovno postao dio Bavarske, i na kraju je pripojen Habsburškoj monarhiji i sljedećih stotinu godina pripadao krunskoj pokrajini Tirolu. No, talijanska većina u gradu i okolici nikada nije prihvatila habsburgšku vlast.
Tijekom Prvog svjetskog rata južno od grada su se odigravale iscrpljujuće borbe između vojski Italije i Austro-Ugarske. Poslije rata, Sporazumom u Saint-Germainu (1919.) južni dio Tirola, zajedno s Tridentom, je pridodan Italiji. 
Prvim talijanskim poslijeratnim ustavom bila je predviđena autonomija za novonastalu pokrajinu Trentino-Alto Adige, čiji je glavni grad upravo bio Trident, ali je njezina provedba bila slaba i stalno odlagana. Ovo pitanje je zaoštrilo odnose između Italije i Austrije do te mjere da je iznešeno pred Ujedinjene Nacije 1960. godine. U pokrajini se među mjesnim Nijemcima tada javio jak secesionistički pokret, koji je jak i danas. Trident i njegova okolica, kao područja naseljena etničkim Talijanima nisu bila zahvaćena ovim procesom. U međuvremenu je autonomija pokrajine zaživjela, što je dovelo do njezinog naglog razvoja i danas se pokrajina Trentino-Južni Tirol smatra talijanskom pokrajinom s najvišom kvalitetom života, a Trident talijanskim gradom s najvišom kvalitetom života.

## Stanovništvo
Godine 2008. Trident je imao više od 110.000 stanovnika, što je dvostruko više nego prije stotinu godina. Trident ima i veliko prigradsko područje s kojim ima dvostruko više stanovnika.
Grad danas ima značajan udio emigrantskog stanovništva (7%), koji su doseljenici iz svih krajeva svijeta, ali ponajviše s Balkana.

### Slavni stanovnici
| - Alcide De Gasperi, talijanski premijer od 1945. – 53. - Chiara Lubich, katolička aktivistica i osnivačica Pokreta fokolara - Andrea Pozzo, isusovac i barokni slikar i arhitekt | - Giovanni Antonio Scopoli, fizičar i prirodoslovac - Giovanni Segantini, secesijski slikar - Riccardo Zandonai, skladatelj |

## Međunarodne veze
| Trident je zbratimljen s gradovima: - Berlin, Njemačka (od 1966.) - Kempten, Njemačka (1987.) - Prag, Češka (2002.) - Resistencia, Argentina (2002.) - San Sebastián, Španjolska (1987.) | Ugovore o prijateljstvu ima s gradovima: - Prijedor, Bosna i Hercegovina - Sławno, Poljska |

## Vanjske poveznice
- Službene stranice Tridenta